# John Lurie
 (février 2016).
Pour les articles homonymes, voir Lurie.
John Lurie, né le 14 décembre 1952 à Minneapolis dans le Minnesota, est un musicien et acteur américain.
Il est avant tout un musicien-compositeur. Saxophoniste, il est le leader du groupe de jazz The Lounge Lizards. Il réalise l'album The Legendary Marvin Pontiac: Greatest Hits (de), sorti en 1999. Marvin Pontiac est un musicien tout droit sorti de l'imagination de John Lurie, lui permettant de chanter plus facilement, « caché derrière un personnage ».
En tant qu'acteur, il est surtout connu pour ses rôles dans les films de Jim Jarmusch, en particulier Down by Law et Stranger Than Paradise, où sa carrure élancée et son visage à la fois froid et expressif servent l'absence de couleur et la rareté des paroles du style Jarmusch.
Il est également peintre, depuis 2005.

## Biographie
John a un frère, Evan, musicien également.
Depuis 2005, atteint de la maladie de Lyme, John Lurie s'est concentré sur la peinture. Son travail a été présenté en 2007 au musée des beaux-arts de Montréal.

## Filmographie
- The Offenders, 1981 : acteur et compositeur
- Subway Riders, 1981 : acteur et compositeur
- The Loveless, 1982 : compositeur
- Permanent Vacation, 1982 : compositeur, songwriter et acteur
- Variety, 1983 : compositeur
- Paris, Texas, 1983 : acteur
- Stranger Than Paradise, 1984 : compositeur et acteur
- Two Moon July (doc), 1985 : acteur
- Recherche Susan désespérément, 1985 : acteur
- Down by Law, 1986 : compositeur et acteur
- Le Petit Diable (Il Piccolo Diavolo), 1988 : acteur
- Police Story: Monster Manor [TV] : compositeur
- La Dernière Tentation du Christ, 1988 : acteur
- Mystery Train, 1989 : compositeur
- Batman, 1989 : acteur
- Sailor et Lula (Wild at Heart), 1990 : acteur
- Fishing with John [série TV), 1992 : acteur
- John Lurie And The Lounge Lizards Live In Berlin (doc), 1992 : compositeur et joueur
- Fishing with John, épisode 1 : Montauk with Jim Jarmusch (série TV) : réalisateur et acteur
- Brooklyn Boogie, 1995 : compositeur
- Smoke, 1995 : acteur
- Na Krasnom Modrom Dunaji, 1994-95 : compositeur
- Get Shorty, 1995 : compositeur
- Manny & Lo, 1996 : compositeur
- Excess Baggage, 1997 : compositeur
- New Rose Hotel, 1998 : acteur
- Clay Pigeons, 1998 : compositeur
- Bob l'éponge, 1999 : saison 1, épisode La Pause (Hooky) : un pêcheur (images d'archives de la série Fishing with John)
- Sleepwalk, 2000 : acteur
- Animal Factory, 2000 : compositeur
- Downtown 81, 2000 : compositeur
- Five Sides of a Coin (doc), 2003 : joueur
- Face Addict (doc), 2005 : compositeur et joueur

## Télévision
- Oz, 2001-2003 : Greg Penders

## Discographie
- Voir aussi The Lounge Lizards et The Legendary Marvin Pontiac: Greatest Hits (de).

### John Lurie
- Men With Sticks: John Lurie National Orchestra (1993)
- The Days with Jacques

### Participation
- Get Shorty (1995)
- Excess Baggage (1997)
- Fishing With John (enregistré en 1991, sorti en 1998)
- African Swim et Manny and Lo (1999)
- Mystery Train (1989)
- Stranger Than Paradise et The Resurrection of Albert Ayler (1984)
- Down by Law et Variety (1985)
- Musique de la série télévisée Oz.

## Distinctions
- ASCAP Film and Television Music Awards 1996 : « Top Box Office Films », pour le film Get Shorty
- Chicago Film Critics Association Awards 1996 : nomination pour la meilleure musique de film, pour le film Get Shorty
- Grammy Awards 1997 : nomination pour la meilleure composition instrumentale écrite pour le cinéma ou la télévision, pour le film Get Shorty